# Керівництво Української РСР
Керівництво Української  УРСР — це список осіб, що керували Українською Радянською Соціалістичною Республікою в 1919—1991 роках.
Формально вищим законодавчим органом Української РСР з 1920 року до липня 1938 року був Всеукраїнський З'їзд Рад, а з липня 1938 року — Верховна Рада УРСР, депутати якого обиралися на 4 роки (з 1979 року — на 5 років). Однак фактично з моменту встановлення в Україні радянської влади в 1920 році аж до перебудови влада перебувала в руках Комуністичної партії України в складі КПРС. Вищим органом Компартії України був Центральний Комітет (ЦК), і Перший (в 1925—1934 роках — Генеральний) секретар ЦК КП України був фактичним лідером республіки в 1920—1991 роках. Крім виборів 1990 року, всі кандидати в депутати Верховної Ради підлягали обов'язковому схваленню керівництвом Компартії, висунення альтернативних кандидатів не допускалося.
Верховна Рада Української РСР не була постійно діючим органом, її депутати збиралися на сесії тривалістю в кілька днів двічі-тричі на рік. Для ведення повсякденної адміністративної роботи Верховна Рада обирав постійно діючий орган — Президію, яка номінально виконував функції колективного глави республіки.
На обласному рівні керівництво представляли перший секретар обкому партії, голова облвиконкому, керівники обласних управлінь КДБ і МВС.

## Перші особи

### КерівникиКП(б)—КПУкраїни[1]

#### Секретарі ЦК
- Георгій П'ятаков (липень-вересень 1918, березень-травень 1919)
- Еммануїл Квірінг (жовтень 1918 — березень 1919)
- Станіслав Косіор (травень 1919 — листопад 1920)

#### Перші секретарі ЦК
- Молотов В'ячеслав Михайлович (23 листопада 1920 — 22 березня 1921)

#### Відповідальні секретарі ЦК
- Кон Фелікс Якович (22 березня 1921 — 15 грудня 1921)

#### Перші секретарі ЦК
- Мануїльський Дмитро Захарович (15 грудня 1921 — 4 квітня 1923)
- Квірінг Еммануїл Йонович (10 квітня 1923 — 20 березня 1925)

#### Генеральні секретарі ЦК (січень 1925— січень 1934)
- Квірінг Еммануїл Іонович (20 березня 1925 — 7 квітня 1925)
- Каганович Лазар Мойсейович (7 квітня 1925 — 14 липня 1928)
- Косіор Станіслав Вікентійович (14 липня 1928 — 23 січня 1934)

#### Перші секретарі ЦК
- Косіор Станіслав Вікентійович (23 січня 1934 — 27 грудня 1938)
- Хрущов Микита Сергійович (27 січня 1938 — 3 березня 1947, до 13 червня 1938 — в.о.)
- Каганович Лазар Мойсейович (3 березня 1947 — 26 грудня 1947)
- Хрущов Микита Сергійович (26 грудня 1947 — 16 січня 1949)
- Мельников Леонід Георгійович (16 грудня 1949 — 4 червня 1953)
- Кириченко Олексій Іларіонович (4 червня 1953 — 26 січня 1957)
- Підгорний Микола Вікторович (26 грудня 1957 — 2 липня 1963)
- Шелест Петро Юхимович (2 липня 1963 — 25 травня 1972)
- Щербицький Володимир Васильович (25 травня 1972 — 28 вересня 1989)
- Івашко Володимир Антонович (28 вересня 1989 — 22 червня 1990)
- Гуренко Станіслав Іванович (22 червня 1990 — 1 вересня 1991)

### Керівники уряду

#### Голови Народного секретаріатуУкраїнської Радянської Республіки
- Бош Євгенія Богданівна (грудень 1917 — березень 1918)
- Скрипник Микола Олексійович (березень-квітень 1918)

#### Голови Ради Народних КомісарівДонецько-Криворізької Радянської Республіки
- Сергєєв Федір Андрійович (1918)

#### ГоловиТимчасового Робітничо-селянського урядуУРСР
- П'ятаков Георгій Леонідович (листопад 1918 — січень 1919)

#### Голови Ради Народних Комісарів УРСР
- П'ятаков Георгій Леонідович (січень 1919)
- Раковський, Християн Георгійович (січень-грудень 1919)
- Петровський Григорій Іванович (1919—1920)
- Раковський Християн Георгійович (19 лютого 1920 — 15 липня 1923)[2]
- Чубар, Влас Якович (15 липня 1923 р. — квітень 1934)[3]
- Любченко, Панас Петрович (28 квітня 1934 — 29 серпня 1937)[4]
- Бондаренко, Михайло Ілліч (30 серпня 1937 — жовтень 1937)
- Марчак Микола Макарович (жовтень 1937 — 21 лютого 1938), в.о.
- Коротченко Дем'ян Сергійович (21 лютого 1938 — 28 липня 1939)[5]
- Корнієць Леонід Романович (28 липня 1939 — 16 лютого 1944)[6]
- Хрущов Микита Сергійович (6 лютого 1944 — 15 березня 1946)

#### ГоловиРади міністрів УРСР
- Хрущов Микита Сергійович (15 березня 1946 — 12 грудня 1947)
- Коротченко Дем'ян Сергійович (26 грудня 1947 — 15 січня 1954)
- Кальченко Никифор Тимофійович (15 січня 1954 — 28 лютого 1961)
- Щербицький Володимир Васильович (28 лютого 1961 — 28 червня 1963)[7]
- Казанець Іван Павлович (28 червня 1963 — 15 жовтня 1965)
- Щербицький Володимир Васильович (15 жовтня 1965 — 8 червня 1972)
- Ляшко Олександр Павлович (9 червня 1972 — 10 липня 1987)
- Масол Віталій Андрійович (10 липня 1987 — 23 жовтня 1990)
- Фокін Вітольд Павлович (23 жовтня 1990 — 24 серпня 1991, в.о. до 14 листопада 1990)

### Глави держави

#### Голови Всеукраїнського ЦВК
- Медведєв Юхим Григорович (1917—1918)
- Затонський Володимир Петрович (1918)

#### Голови Всеукраїнського Центрального Військово-революційного комітету
- Бубнов Андрій Сергійович (1918)
- Сергєєв Федір Андрійович (1918)
- Петровський Григорій Іванович (1918—1919)
- Сергєєв Федір Андрійович (6 січня 1919 — 10 березня 1919)
- Петровський Григорій Іванович (10 березня 1919 — 11 грудня 1919)

#### Голови Всеукраїнського Революційного комітету
- Петровський Григорій Іванович (11 грудня 1919 — 19 лютого 1920)
- Петровський Григорій Іванович (19 лютого 1920 — березень 1938)
- Корнієць Леонід Романович (березень 1938 — 25 липня 1938)

#### Голови ПрезидіїВерховної ради УРСР[8]
- Корнієць Леонід Романович (27 липня 1938 — 28 липня 1939)
- Гречуха, Михайло Сергійович (28 липня 1939 — 15 січня 1954)
- Коротченко, Дем'ян Сергійович (15 січня 1954 — 7 квітня 1969)
- Посада вакантна (7 квітня 1969 — 19 червня 1969)
- Ляшко, Олександр Павлович (19 червня 1969 — 9 червня 1972)
- Посада вакантна (9 червня 1972 — 28 липня 1972)
- Грушецький, Іван Самойлович (28 липня 1972 — 24 червня 1976)
- Ватченко, Олексій Федосійович (24 червня 1976 — 22 листопада 1984)
- Шевченко Валентина Семенівна (22 листопада 1984 — 4 червня 1990, в. о. до 27 березня 1985)

При вакансії обов'язки голови виконували заступники.

#### ГоловиВерховної ради УРСР1990—1991рр.
У червні 1990 року Президія Верховної ради УРСР був розформована, як і в інших союзних республіках, а її функції було передано Голові Верховної Ради УРСР. Таким чином, при подібній назві, посада Голови Верховної Ради УРСР у 1990—1991 роках за змістом дуже відрізнялася від однойменної посади до 1990 року. 4 червня 1990 року з метою плавного переходу від керівництва партійних структур до парламентських, Перший секретар ЦК Компартії Володимир Івашко був обраний Головою Верховної Ради Української РСР. Проте вже 22 червня 1990 року він не був переобраний на пост Першого секретаря ЦК, програвши Станіславу Гуренку, на чому суміщення посад закінчилося.
- Івашко Володимир Антонович (4 червня 1990 — 9 липня 1990)
- Плющ Іван Степанович (1990) — в. о. (9 липня 1990 — 23 липня 1990)
- Кравчук Леонід Макарович (23 липня 1990 — 5 грудня 1991)

### ГоловиВерховної ради УРСРдо 1990р.
- Бурмистенко Михайло Олексійович (25 липня 1938 — 9 вересня 1941)
- Посада вакантна до виборів Верховної Ради II скликання
- Корнійчук Олександр Євдокимович (4 березня 1947 — 12 вересня 1953)
- Тичина, Павло Григорович (12 вересня 1953 — 24 березня 1959)
- Корнійчук Олександр Євдокимович (24 березня 1959 — 14 травня 1972)
- Білий Михайло Ульянович (8 червня 1972 — 25 березня 1980)
- Ситник Костянтин Меркурійович (25 березня 1980 — 27 березня 1985)
- Костюк Платон Григорович (27 березня 1985 — 15 травня 1990)

## Другий ешелон

### Другі секретарі ЦК КПУ
- Лебідь Дмитро Захарович (листопад 1920 — травень 1924)
- Медведєв Олексій Васильович (травень 1924 — січень 1925)
- Клименко Іван Євдокимович (січень 1925 — жовтень 1927)
- Медведєв Олексій Васильович вдруге (жовтень 1927 — листопад 1929)
- Картвелішвілі Лаврентій Йосипович (листопад 1929 — грудень 1930)
- Строганов Василь Андрійович (грудень 1930 — жовтень 1932)
- Хатаєвич Мендель Маркович (жовтень 1932 — січень 1933)
- Постишев Павло Петрович (січень 1933 — березень 1937)
- Хатаєвич Мендель Маркович вдруге (березень — серпень 1937)
- Кудрявцев Сергій Олександрович (вересень 1937 — січень 1938 року, фактично до 13.10.1937, був заарештований)
- Бурмистенко Михайло Олексійович (січень 1938 — вересень 1941 року, до червня 1938 — в.о.)
- Посада скасована (1941—1946)
- Коротченко Дем'ян Сергійович (липень 1946 — березень 1947)
- Мельников Леонід Георгійович (грудень 1947 — грудень 1949)
- Кириченко Олексій Іларіонович (грудень 1949 — червень 1953)
- Підгорний Микола Вікторович (серпень 1953 — грудень 1957)
- Найдек Леонтій Іванович (грудень 1957 — лютий 1960)
- Казанець Іван Павлович (лютий 1960 — липень 1963)
- Соболь Микола Олександрович (липень 1963 — березень 1966)
- Ляшко Олександр Павлович (березень 1966 — червень 1969)
- Лутак Іван Кіндратович (червень 1969 — січень 1976)
- Соколов Іван Захарович (лютий 1976 — жовтень 1982)
- Титаренко Олексій Антонович (жовтень 1982 — грудень 1988)
- Івашко Володимир Антонович (грудень 1988 — вересень 1989)
- Гуренко Станіслав Іванович (жовтень 1989—1990)
- Кравчук Леонід Макарович (червень — вересень 1990)
- Харченко Григорій Петрович (вересень 1990 — серпень 1991)

### Держбезпека
- 1943—1949 Сергій Савченко
- 1949—1952 Микола Ковальчук
- 1952—1953 Петро Івашутін

#### Голови КДБ
- 1954—1970 рр. — Нікітченко Віталій Федотович
- 1970—1982 рр. — Федорчук Віталій Васильович
- 1982—1987 рр. — Муха Степан Нестерович
- 1987—1991 рр. — Микола Михайлович Голушко

### Внутрішні справи
З грудня 1917 року: Євгенія Бош.
Потім: Василь Аверін, Климент Ворошилов, Григорій Колос, Володимир Антонов
- 13.07.1921 — 12.04.1922 Скрипник Микола Олексійович
- березень 1922 — середина 1923 рр. -В. М. Манцев
- серпень-грудень 1923 року — Іван Гнатович Ніколаєнко[11]
- 1923—1924 рр. — в. о. Буздалін
- березень 1924 року — грудень 1930 року Балицький Всеволод Аполлонович

НКВС УРСР було ліквідовано в грудні 1930 року. Відтворено в 1934 році
- 1934—1937 рр. — Балицький Всеволод Аполлонович
- 1937 р. — (в. о.) В. Т. Іванов
- 1937—1938 рр. — Леплевський Ізраїль Мойсейович
- 1938 р. — Успенський Олександр Іванович
- 1938—1939 рр. — (в. о.) Кобулов Амаяк Захарович
- 1939—1941 рр. — Сєров Іван Олександрович
- 1941—1943 рр. — Сергієнко Василь Тимофійович
- 1943—1946 рр. — Рясной Василь Степанович

З березня 1946 року — міністерство внутрішніх справ УРСР.
- 1946—1953 рр. — Строкач Тимофій Амвросійович
- березень — липень 1953 року -  Мешик Павло Якович
- 1953—1956 рр. — Строкач Тимофій Амвросійович
- 1956—1962 рр. — А. Н. Бровкін
- 1962—1982 рр. — Головченко Іван Харитонович
- 1982—1991 рр. — Гладуш Іван Дмитрович

### Наркоми землеробства
- 1930—1932 рр. — Демченко Микола Нестерович